# موزه هنر معاصر ماساچوست
موزه هنر معاصر ماساچوست (انگلیسی: Massachusetts Museum of Contemporary Art)؛ (اختصاری MASS MoCA) یک موزه است که از تبدیل یک مجتمع کارخانه‌ای در آدمز شمالی، ماساچوست ساخته شده‌است. این موزه یکی از بزرگترین مراکز هنرهای تجسمی معاصر و هنرهای نمایشی در ایالات متحده است. مجتمع توسط سرمایه‌داری به‌نام آرنولد پرینت ورک ساخته شده بود که در عمل از سال ۱۸۶۰ تا سال ۱۹۴۲ برای شرکت اسپراگ الکترونیک مورد استفاده قرار می‌گرفت.
موزه هنر معاصر ماساچوست با ۱۹ نگارخانه عکس و ۱۰۰٬۰۰۰ فوت مربع (۹٬۳۰۰ متر مربع) فضای نمایشگاهی در سال ۱۹۹۹ گشایش یافت؛ و با نمایشگاه سال ۲۰۰۸ و ماه مه سال ۲۰۱۷ به حدود ۱۳۰٬۰۰۰ متر مربع گسترش پیدا کرد.